# لغة ماجادهي
لغة ماجاهي أو لغة ماجادهي (بالإنجليزية Magadhi language)
وعند نسبتها تصبح لغة ماجَادْهيّة أو ماجَادْهَويّة، وتعرف كذلك بلغة ماجَاهي (بالإنجليزية language Magahi وعند نسبتها تصبح لغة ماجَهاويّة أو ماجَاهيّة، و(باللغة البهارية मगही magahī).
وهي لغة محكية في نيبال على وجه الخصوص وأجزاء من الهند في ولاية جهارخاند وبنغال الغربية.
واللغة الماجَادهيّة هي واحدة من مجموعة اللغات البهارية المنتشرة في الهند الشرقية وأجزاء من النيبال وبعض مناطق بنغلاديش وبورما، وبذلك تعدّ اللغة الماجَادهيّة لغة هندو آرية تنتمي إلى عائلة اللغات الهندو-أوروبية.
تعدّ لغة ماجادهي Magadhī الممثل الحديث لل لغة ماجادهي براكريت.(Magadhī Prākrit)، وهي من اللغات البيهارية التي تتعلق من حيث التصنيف اللغوي العلمي باللغة البنغالية، ولكن يتم تحديدها ثقافيا مع الهندية. والمتحدثون المتعلمون/المثقفون في بيهار يعرفون أيضا البنغالية والهندية.

## التاريخ
اتبطت اللغة الماجادهية بمملكة ماجادها بشرق الهند. التي تعد ولاية بهار قلبها النابض.
وقد شكلت مملكة ماجادها ((بالسنسكريتية: मगध)‏) واحدة من مها-جاناباداس (Mahā-Janapadas) (وتعني «الدول العظمى» الستة عشر لممالك الهند القديمة. وكانت منطقة بيهار جنوب نهر الغانج تعد قلب المملكة، وكانت راجاجريها (راجير الحديثة) هي عاصمتها الأولى ثم باتاليبوترا (مدينة باتنا (Patna) الحديثة). وتوسعت مملكة ماجادها لتشمل أغلب مدن بيهار والبنغال مع غزو ليكشافي وأنغا على التوالي, تلاها الكثير من الولايات منها أوتار براديش الشرقية وأوريسا. وذُكرت مملكة ماجادها القديمة كثيرًا في نصوص جاين والنصوص البوذية. وذكرت أيضًا في ملحمة رامايانا ومهابهاراتا وبوراناس.

## أبجدية الكتابة
كانت اللغة الماجادهية تدون بالخط الكايتي، وعي الآن تدون بالأبجدية الديوناكرية (السنسكريتية).

### نموذج
- أيام الأسبوع باللغة الماجادهية:

| العربية  | English   | Magahi/Magadhi | मगही/मगधि  | Hindi                  | Urdu     |
| -------- | --------- | -------------- | -------- | ---------------------- | -------- |
| الأحد    | Sunday    | Eitwaar        | एतवार     | Ravivwaar              | Eitwaar  |
| الإثنين  | Monday    | Somaar         | सोमIर     | Somwaar                | Peer     |
| الثلاثاء | Tuesday   | Mangal         | मंगर      | Mangalwaar             | Mangal   |
| الأربعاء | Wednesday | Budhh          | बुध       | Buddhwaar              | Budhh    |
| الخميس   | Thursday  | Barashpat/Bife | बृहस्पत/बिफे | Guruwaar/Brihaspatiwar | Jumeraat |
| الجمعة   | Friday    | Sookar/Sook    | शुक्रवार    | Shukrawaar             | Jumma    |
| السبت    | Saturday  | Sunicher       | शनिचर     | Shaniwaar              | Hafta    |